# سارنی، هند
سارنی (به انگلیسی: Sarni) یک منطقهٔ مسکونی در هند است که در بخش بتول واقع شده‌است. سارنی ۳۵ کیلومتر مربع مساحت و ۸۶٬۱۴۱ نفر جمعیت دارد و ۴۵۰ متر بالاتر از سطح دریا واقع شده‌است.